# مقاطعة سوندرلاند
مقاطعة سوندرلاند هي إحدى مقاطعات الدانمارك السابقة.

## توأمة
لمقاطعة سوندرلاند اتفاقيات توأمة مع:
- شلسفيغ هولشتاين (2001 - )[3]

## أعلام
- يوليوس كافتان